# 鉄のほそ道
『鉄のほそ道』（てつのほそみち）は、はしもとみつおによる鉄道を題材とした日本の漫画作品。2007年から『コミックチャージ』（角川書店）に連載、全2巻。

## 内容
山川珠美は、ライターの大沢大吾とローカル線の取材を編集長に頼まれる。珠美は許可するが大吾は仕事する気が無く、人間観察を目的に旅をする。

## 登場人物

### 主要人物
毎回、ローカル線を取材する編集者とライターのコンビ。
山川珠美（編集者）
某出版社の編集員で、編集長に大吾の担当に抜擢される。（単なる）「鉄道旅行の取材」と思っていたが、取材旅行に同行する中で大吾の趣味を知り、愕然とする。大吾を「クズ鉄」と軽蔑、彼の暴走に困惑しつつも、本心では心配している。大吾たちに「タマ」と呼ばれているが、彼女自身は（猫みたいで）このあだ名を気に入っていない。大吾の人心を読む癖も気に入らないが、毎回お酒とグルメにつられて同行している。
大沢大吾（ライター）
珠美に最初、「タマ」と名付けた張本人の旅行作家。「鉄道旅行の取材」ということで、珠美と二人で同行しているが、彼の趣味は鉄道という媒体を利用した人間観察であった。珠美は彼のやり方に呆れているが、結局彼のお節介に協力してしまう。恋人がいたらしいが、三陸鉄道では失恋したらしい（珠美曰く、「すぐ人心を読もうとするから振られるのだ、つーか私は慰め役かよ」と、心の中で突っ込みつつも、彼との待ち合わせ先である釜石へ向かう）。

### その他
主要二人組をとりまく人物など。
編集長
珠美、大吾が取材しているエッセーの雑誌のボスで、大吾同様に珠美のことを「タマ」と呼ぶ。大吾と組んで企画する事もある。彼のセクハラぶりに珠美は「大沢さんに次いで異性相手にしたくない人」としている。ほか、数名の男性編集者がいる。
はしもとみつお
編集担当者Ｗが持ち込んだ「鉄道ローカル線を旅する漫画」を二つ返事で引き受けた作者。もともと、放浪癖が有り日本各地のローカル線に乗車した過去もベースとなっている。
Ｗ
当該漫画の男性編集担当者。彼が鉄道マニアということで、鉄道旅好きなはしもとに企画を提案して、はしもとが了承したので「鉄のほそ道」が連載された。
Ｋ
当該漫画の女性編集担当者、第二巻（最終巻）しか登場しない。はしもと、Ｗをフォローする形で「鉄のほそ道」チームに加入した。

### 第1巻
第1～10話の登場人物。
鉾田線の少年
珠美と大吾が初めて取材した、「さよならと出発」に登場した鹿島鉄道鉾田線の乗客。母に会いに沿線の玉造町駅へ向かう目的で乗車したのだが、ジレンマで降りない内に終点の鉾田駅に到着。珠美と大吾が背中を押して、彼は母と種違いの弟妹（性別不明）に会いに、玉造町駅へ。
若丸
「鉄道ウォーカー」の銚子電鉄で、大吾がすすめるままに珠美同伴で訪問した、外川駅近くの岩。もともと、源義経が東北へ逃避するときに残された愛犬で、遠吠えを続けて岩になった伝説がある。
遺骨の老婦人
「2人の独り旅」の駿豆線で、珠美・大吾が乗車した電車に同乗。大吾が故郷・所沢を走る西武鉄道の中古車に乗れると嬉し顔で、珠美は山が雲で見えないと落胆する中出あう。原木駅で彼女が遺骨を置いて降りようとしたので、二人が渡すと…その遺骨は彼女の夫で、最後の一人旅をさせるためにわざと置いて行って後で持ち帰るつもりだったという。
駆け落ちカップル
「心の旅路」に登場。男は駆け出しの寿司職人であり、女の父に「まだ早い」と反対され、待てない2人は寝台特急「なは」で逃避行する。珠美と大吾の説得で、女の親元に戻り再び許しを請うことにした。ギャル、おばさん、眼鏡サラリーマン、職人風のおやじも近くに乗り合わせていたが、珠美と大吾と同様に二人を応援。
鉄娘
「鉄娘の旅」に登場。大吾に憧れている、眼鏡をかけた撮り鉄女子。南阿蘇鉄道高森線で珠美と大吾に出会い、高森駅近くのレストランでも再会する。同じく高森線にかなりの鉄道マニアが乗り合わせていて、そのレストランでも出会うが、珠美は「鉄道マニアって、それぞれ嗜好とか違うから、顔を合わせて一緒に話すことはないのか。」と思った。
痴漢の男
「チカンですよ！」に登場。痴漢の疑いで岳南鉄道で確保された男。以前、そのために免職になったという。彼は沿線で再び求職中だという。
吉村修（よしむら おさむ）
「枕木は語る」に登場。平成筑豊鉄道（独立線区・レトロ線を除く）に珠美、大吾と同行取材をしたカメラマンの卵。実は編集長の上司（部長）の甥で、彼の地元という事で同行。駆け出しなのにプライドだけは高く、大吾に対しても張り合う。鉄道写真がうまく撮影できずに落胆、赤池駅のお好み焼き屋の女将に慰められる。相変わらず、ギャルを被写体にしたがる。
旧下芥見駅を清掃しているおじさん
「消えた轍」に登場。名鉄岐阜軌道線の廃線を取材中の二人が、旧下芥見駅で出会う。話を聞くと「呑んだくれのモラハラ男だったので、妻と息子に逃げられた。息子が帰るのを待つために、罪滅ぼしで掃除をしている」という。
大井川鐵道の男性サラリーマン
大井川本線のＳＬに偶然乗り合わせた乗客だが、観光列車に似つかわしくないスーツ姿でしかも何か悩んでいる様子。彼が井川線に乗り換えるのを見た二人は気に成って同じ列車に乗車。大吾は「井川線はダムがあるから…もしかしてということもあり心配」という。井川駅近くのダムまで追跡すると、彼も大吾に気付いて「心配してくれたのですか…悩んでいましたが、車窓をみているうちにどうでもよくなった」と話した。

### 第2巻
第11～18話の登場人物。
小滝駅のおばさん
珠美と大吾が大糸線を取材、小滝駅で途中下車したときに出会う。「雪が少ないと、嫌な思い出が見えるから辛くて」と悩んでいる。気に成った珠美が聞いてみると…
伊太祁曽駅員
珠美と名前つながりということで、たま駅長のいる貴志川線を取材。いちご電車が気になる珠美は大吾とともに伊太祁曽駅へ、そこで応対してくれた男性。
たま
貴志駅の駅長（猫）。珠美（一日編集長！？）とのツーショットが実現した。彼女の養母や、駅前の雌犬・レオ（たこ焼き店の看板犬）などとも出会う。
拓馬（たくま）
志度線を訪問して降り立った珠美と大吾が出会った釣りをしていた少年。父は（出張中で）家にいない、母は（妊娠で）病院入院中とのことで今晩の飯のために釣りをしていたという。気に成った二人が飯をなんとかしてあげるという名目で彼の家に入ると、近所に人々が飯などを持参してくれ、二人もそれに甘えた。
釜石線の娘
失恋直後の大吾の顔が視たいのもあり、釜石で合流した珠美。乗り合わせた若い女性が車窓と写真を見比べているのをきになっていたところへ、二人に声をかけてきた。実は彼女も失恋直後で、思い切って祖父母の思い出の写真のところへ行きたいと思っていて、大吾に助け舟を求めてきた。大吾が「銀河鉄道」ロケ地である宮守駅へ二人を案内すると、彼女は「ここです」と教えてくれた。
小湊鐵道のタコ
珠美、大吾と乗り合わせた乗客！？何かの触感で二人はお互いに誤解を受けるが、つかむとタコであったため、五井駅近くの海に放つ。
山寺のネガティブ男
珠美、大吾と山寺駅で出会う。彼は小学時代、山寺遠足しようとすると父の訃報を知り断念…厄除け目的で山寺登山を決行しようとするが、珠美の弁当で転ぶ。周りの人に迷惑かけたくないとあきらめようとする彼に二人は背中を押して、一緒に登山。実は好きな女性・愛に告白するつもりで、ＯＫなら山寺に集合、ダメなら登山しないということだった。

## 単行本
- 第1巻 ISBN 9784047250277
  - さよならと出発（茨城県/鹿島鉄道）
  - 鉄道ウォーカー（千葉県/銚子電気鉄道）
  - 2人の独り旅（静岡県/伊豆箱根鉄道駿豆線）
  - 心の旅路（静岡県/寝台特急なは）
  - 鉄娘の旅（熊本県/南阿蘇鉄道）
  - チカンですよ!（静岡県/岳南鉄道）
  - 枕木は語る（福岡県/平成筑豊鉄道）
  - 758段のぼってみれば（香川県/高松琴平電気鉄道琴平線）
  - 消えた轍（岐阜県/名古屋鉄道岐阜市内線・美濃町線）
  - トンネルを抜けるとそこは…（静岡県/大井川鐵道本線・井川線）
- 第2巻 ISBN 9784047250604
  - キハの聖域（新潟県・長野県/JR大糸線）
  - ガール・ミーツ・キャット（和歌山県/和歌山電鉄貴志川線）
  - 潮の香りが懐かしい（香川県/高松琴平電気鉄道志度線）
  - 海の幸、オレの幸!?（岩手県/三陸鉄道北リアス線）
  - ふたりの銀河鉄道（岩手県/JR釜石線）
  - 不思議な同伴者（千葉県/小湊鉄道）
  - 岩にしみ入る鉄の音（宮城県・山形県/JR仙山線）
  - おいでませ!!　箱根登山鉄道（神奈川県/箱根登山鉄道）